# Bundesrealgymnasium Schuhmeierplatz
Das Bundesrealgymnasium Schuhmeierplatz (BRG 16) ist eine Ende des 19. Jahrhunderts gegründete allgemeinbildende höhere Schule in Ottakring, dem 16. Bezirk von Wien. Die Schule bietet die Typen Realgymnasium und neusprachliches Realgymnasium an.

## Geschichte
Das neusprachliche Realgymnasium beginnt in der Eingangsklasse mit Englisch, Französisch folgt zwei Jahre später. Wiederum zwei Jahre später kann Latein als Freifach und im darauffolgenden Jahr Italienisch als Wahlpflichtgegenstand gewählt werden.
Vor dem Gymnasium befindet sich der von September bis Dezember 2007 neu gestaltete Schuhmeierplatz, der seit mehr als 100 Jahren an der heutigen Stelle, zwischen der Arltgasse und der Possingergasse, steht.
Das Hauptgebäude des Gymnasiums wurde Anfang des 20. Jahrhunderts unter der Regentschaft der Habsburger errichtet und diente zunächst als k.k. Staats-Realschule Wien 16.
Im Jahr 1999 konnte die Schule auf ihr hundertjähriges Bestehen zurückblicken.

## Gebäude und Ausstattung
Die Schule besteht aus einem fünfstöckigen Hauptgebäude und zwei Nebengebäuden, in denen sich insgesamt 30 Klassenräume, sechs Fachräume sowie ein Musiksaal und zwei Turn- und Festsäle befinden.
Jeder Klassenraum verfügt über einen Ultrakurzdistanz-Beamer, eine Lautsprecheranlage, einen PC, sowie flächendeckendes WLAN.
Die zwei EDV-Säle sind mit jeweils etwa 30 Computern mit Internetanschluss ausgestattet. Der neue Physiksaal besitzt außerdem zwei Fernseher, ebenso wie der Chemiesaal. Zu den sonstigen Fachräumen zählen Biologiesaal, Zeichensäle und Werksäle.
Eine Schulpartnerschaft mit dem Gymnasium in Benešov (Tschechien) besteht seit 1996.
Im Jahr 2012 wurde eine Generalsanierung (Um- und Zubau) begonnen, die im Jahr 2014 abgeschlossen wurde.

## Preise und Auszeichnungen
- 2004 wurde die Schule von Bildungsministerin Elisabeth Gehrer zur bewegungsfreundlichsten Schule Österreichs gewählt.[2]
- Seit 1995 hat die Schule neun Preise im Schulcup im Handball gewonnen, darunter immer wieder Staatsmeistertitel.[3]
- Die Fußballmannschaft der Schule hat im Jahre 1986 die Schülerliga Wien gewonnen.[4]

## Bekannte Schüler
- Alfred Radda (* 1936), Zoologe, Ichthyologe, Präsident des Vereins Haus des Meeres seit 2013
- Gerhard Derflinger (1936–2015), 1972-2005 o.Univ.Prof. für Statistik an der WU Wien, Rektor der Universität Linz 1970/71, Mitbegründer der Technisch-Naturwissenschaftlichen Fakultät in Linz
- Christian Werner (* 1943), Militärbischof von Österreich seit 1994
- Eva Maria Klinger (* 1944), Journalistin und Moderatorin, Fernseh- und Radiomoderatorin des ORF
- Kurt Kolar (1933–1999), Zoologe, Vizedirektor des Tiergarten Schönbrunn, Gründer der Prof. Dr. Kurt Kolar Pflegestation für beschlagnahmte und ausgesetzte Reptilien
- Willibald Pahr (* 1930), Außenminister der Republik Österreich 1976–1983
- Josef Holaubek (1907–1999), 1945–1972 als Polizeipräsident Leiter der Bundespolizeidirektion Wien